# Cabarsussos
Cabarsussos (em latim: Cabarsussi) foi um assentamento romano da antiga província de Bizacena, na atual Tunísia, que corresponde à moderna cidade de Draa-Beluã. Foi também uma antiga diocese da Igreja Católica, mas hoje é uma sé titular.